# Taparo
Taparo este o companie producătoare de mobilă din județul Maramureș.
A fost înființată în 2005 și este controlată de inginerul Ioan Filip.
Fabrica este situată pe drumul dintre Târgu Lăpuș și Baia Mare, în satul Borcut.
În anul 2013, Taparo s-a aflat pe locul cinci în topul celor mai mari cinci exportatori cu capital privat românesc.
Taparo este furnizor de canapele pentru IKEA, care este cel mai mare client al companiei.
Număr de angajați în 2013: 914 
Cifra de afaceri
- 2014: 67 milioane euro [1]
- 2012: 60,7 milioane euro [3]
- 2011: 55,7 milioane euro [3]